# Ryoji Ujihara
Ryoji Ujihara (氏原 良二 Ujihara Ryoji?), född 10 maj 1981 i Kagawa prefektur, är en japansk före detta fotbollsspelare.
Ujihara började sin karriär 2000 i Nagoya Grampus Eight. 2001 blev han utlånad till Albirex Niigata. Han spelade 75 ligamatcher för klubben. Han gick tillbaka till Nagoya Grampus Eight 2004. 2005 flyttade han till Sagan Tosu. Efter Sagan Tosu spelade han för Montedio Yamagata och Thespa Kusatsu. Han avslutade karriären 2010.